# Má vlast

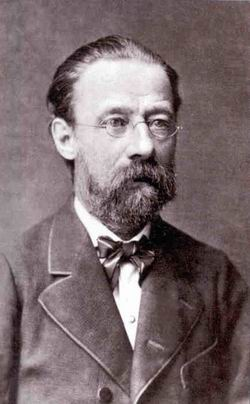
Smetana hacia 1878.

Má vlast (en español Mi país o, más correctamente, Mi patria) es un ciclo de seis poemas sinfónicos compuesto por Bedřich Smetana entre 1874 y 1879.

## Historia

### Composición
La composición se desarrolló entre 1874 y 1879. El maestro checo se quedó sordo a principios de 1874, justo antes de comenzar la primera pieza del conjunto, y por ello compuso toda la obra sin poder oír ni una sola nota de ella. Aunque sus componentes individuales se interpretan y graban a veces por separado, sobre todo la segunda pieza del ciclo, El Moldava, el compositor las concibió como una sola entidad, para ser interpretadas como una suite o sinfonía.
Smetana combina aquí género musical del poema sinfónico, iniciado por Franz Liszt, con los ideales del nacionalismo musical de finales del siglo XIX. Cada poema representa un aspecto del paisaje rural, la historia o las leyendas de Bohemia.

### Publicación
La primera edición fue llevada a cabo entre 1879 y 1894 por la editorial F.A. Urbanek en Praga.

## Estructura y análisis
El ciclo consta de seis piezas:
1. Vyšehrad (El alto castillo)
2. Vltava (El Moldava)
3. Šárka
4. Z českých luhů a hájů (De los bosques y prados de Bohemia)
5. Tábor
6. Blaník

La interpretación del ciclo completo dura aproximadamente 75 minutos.

### Vyšehrad

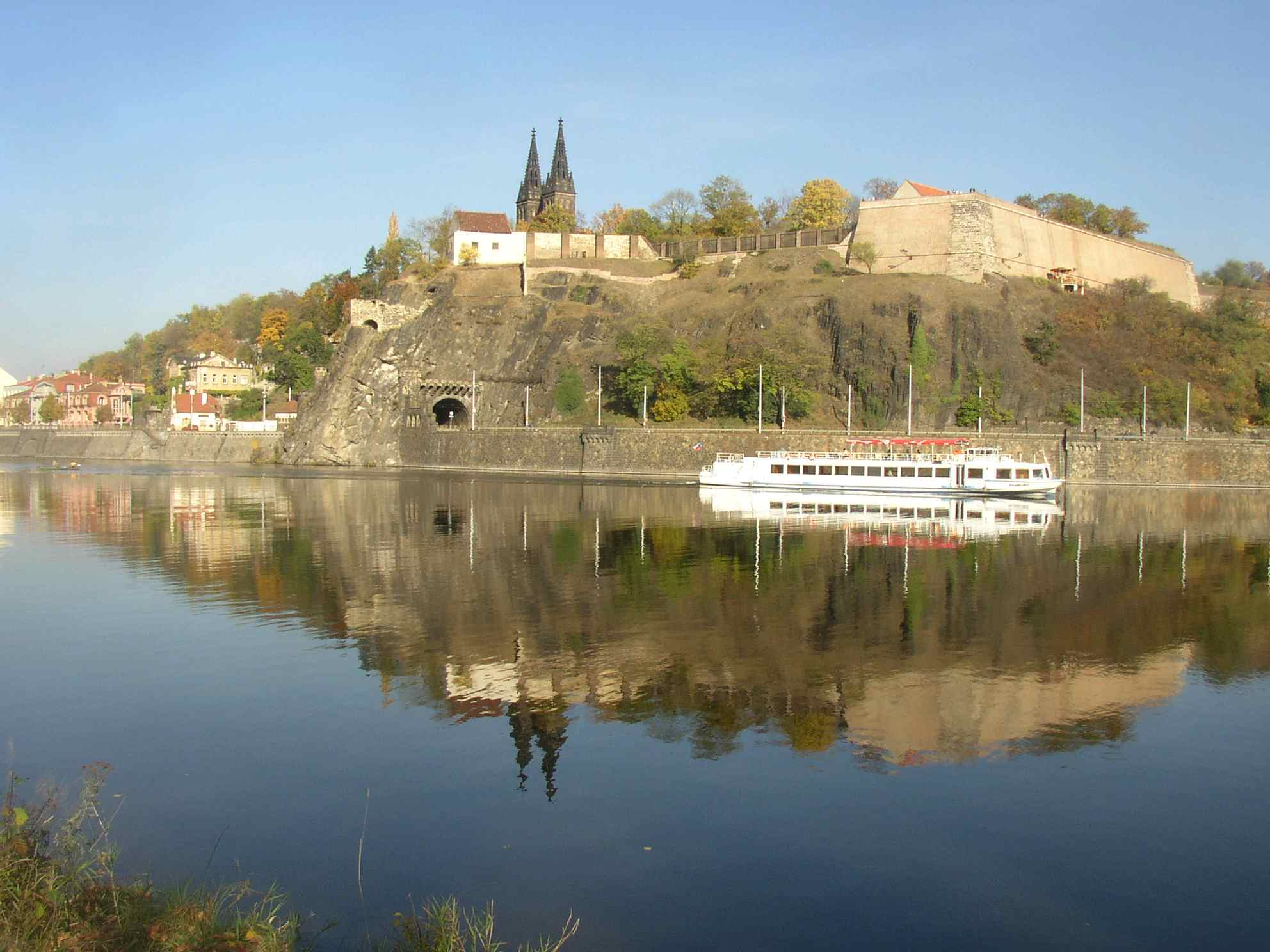
El castillo Vyšehrad a orillas del río Moldava.

El primer poema sinfónico, Vyšehrad (El alto castillo), describe el castillo Vyšehrad en Praga construido sobre una enorme roca histórica junto al río Moldava cerca de Praga, que fue la corte de los antiguos reyes checos. Fue compuesto entre finales de septiembre y el 18 de noviembre de 1874. El maestro ya estaba completamente sordo cuando creó este poema. El estreno se celebró el 14 de marzo de 1875.  
La partitura está escrita para una orquesta formada por:
- Viento madera: 1 flautín, 2 flautas, 2 oboes, 2 clarinetes, 2 fagotes.
- Viento metal: 4 trompas, 2 trompetas, 3 trombones, 1 tuba.
- Percusión: timbales, platillos, triángulo.
- Cuerda: 2 arpas y una sección de cuerdas con violines I y II, violas, violonchelos y contrabajos.

La pieza está escrita en la tonalidad de mi bemol mayor y en compás de 3/4. Su duración es de unos 16 minutos. Se abre con un tema majestuoso entonado por las arpas de Lumír, cantante de la corte. La música se vuelve más noble a medida que avanza. La atmósfera pronto se vuelve algo agitada y heroica, representando el arsenal del castillo. La siguiente sección describe su historia, acabando con una marcha. El arpa suena de nuevo para evocar la belleza del castillo. A continuación se puede oír el discurrir del río Moldava. Una repetición de la apertura cierra Vyšehrad.

### Vltava

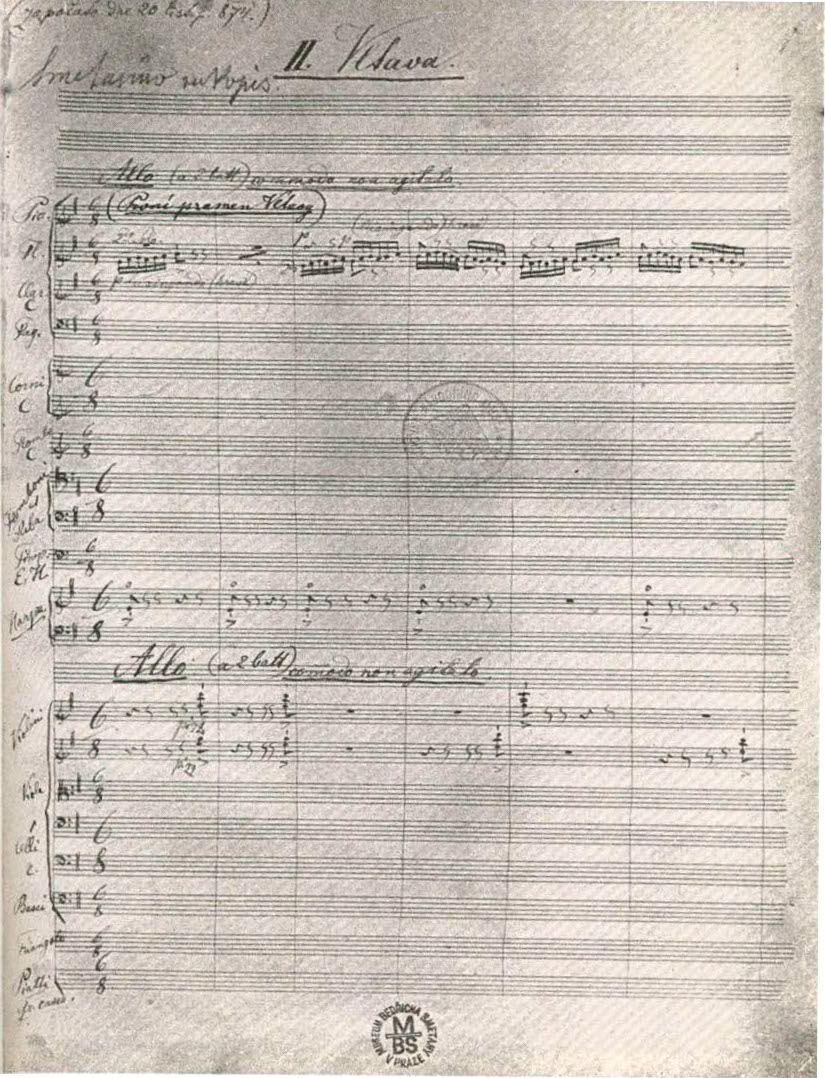
Partitura original de Vltava.

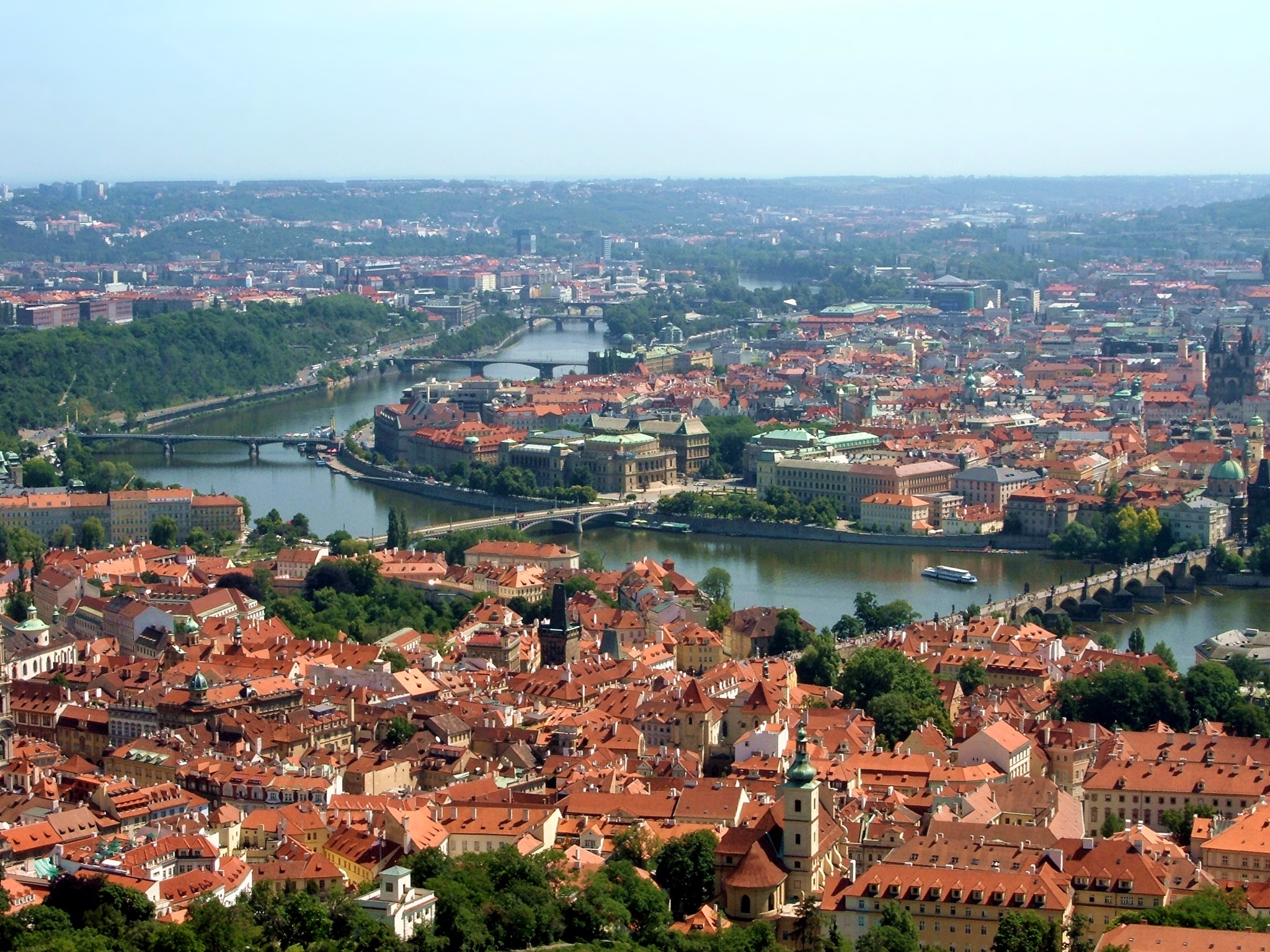
El Moldava a su paso por Praga.

El segundo poema sinfónico, Vltava en checo, El Moldava en español, The Moldau en inglés, Die Moldau en alemán, describe el curso de este río desde su nacimiento en dos manantiales hasta que desemboca en el río Elba. Fue compuesto entre el 20 de noviembre y el 8 de diciembre de 1874. Se estrenó el 4 de abril de 1875 en Zofrin bajo la batuta de Adolf Čech.  
La partitura está escrita para una orquesta formada por:
- Viento madera: 1 flautín, 2 flautas, 2 oboes, 2 clarinetes, 2 fagotes.
- Viento metal: 4 trompas, 2 trompetas, 3 trombones, 1 tuba.
- Percusión: timbales, bombo, platillos, triángulo.
- Cuerda: 1 arpa y una sección de cuerdas con violines I y II, violas, violonchelos y contrabajos.

El propio compositor escribió sobre esta pieza:

«La composición describe el curso del río Moldava: desde su nacimiento en que dos pequeños manantiales, uno frío y otro caliente, se unen en un arroyo discurriendo a través de bosques y pastizales, a través de paisajes donde se celebra una boda campesina, la danza de las náyades a la luz de la luna; en las cercanías del río se alzan castillos orgullosos, palacios y ruinas. El Moldava se precipita a través de los rápidos de San Juan, después se ensancha de nuevo y fluye apacible hacia Praga. Pasa ante el castillo Vyšehrad y se desvanece majestuosamente en la distancia, desembocando en el río Elba.»

La pieza está escrita en mi menor y en compás de 6/8. Su duración es de unos 13 minutos. Smetana emplea aquí la técnica denominada figuralismo para evocar los sonidos y paisajes que hay a lo largo del curso de este río. Comienza con pares de flautas y clarinetes arremolinados que representan los dos manantiales que alimentan el Moldava. Pronto aparece el famoso tema principal, basado en la canción popular sueca "Ack, Värmland du sköna". Trompas y trompetas presentan un ambiente heroico para representar la caza en el bosque. Le sigue una música folclórica que ilustra la "boda campesina". Las cuerdas interpretan una música nocturna y tenue para describir "Claro de luna: Danza de las ninfas acuáticas". "Los rápidos de San Juan" se describen con una música vigorosa y tormentosa puntuada por los timbales y platillos. Vuelve el tema del río, pero pronto da paso a una repetición del tema principal de Vysehrad.
Este poema sinfónico contiene la melodía más famosa escrita por Smetana. Se trata de una adaptación de la melodía "La Mantovana", atribuida al tenor renacentista italiano, Giuseppe Cenci, que, en una forma rumana que se toma prestada también constituye la base de "Hatikva", el himno nacional de Israel. Esta misma melodía también aparece en una antigua canción popular checa titulada "Kočka leze dírou" (El gato trepa por un agujero). Hanns Eisler la utilizó para su "Canción del Moldau" y Stan Getz la interpretó como "Dear Old Stockholm", posiblemente a través de otro derivado de la melodía original, "Ack Värmeland du sköna".

### Šárka

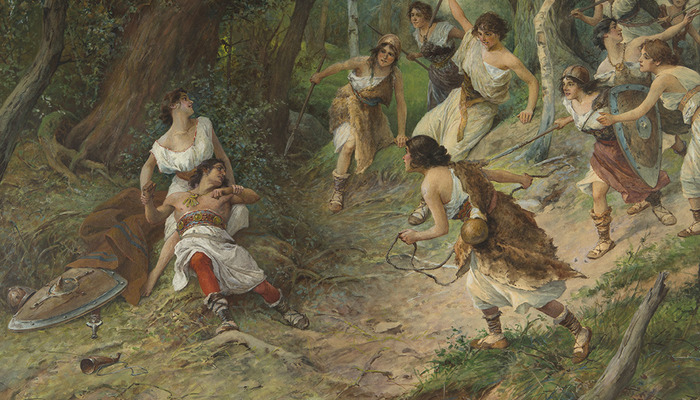
Šárka y Ctirad de Věnceslav Černý.

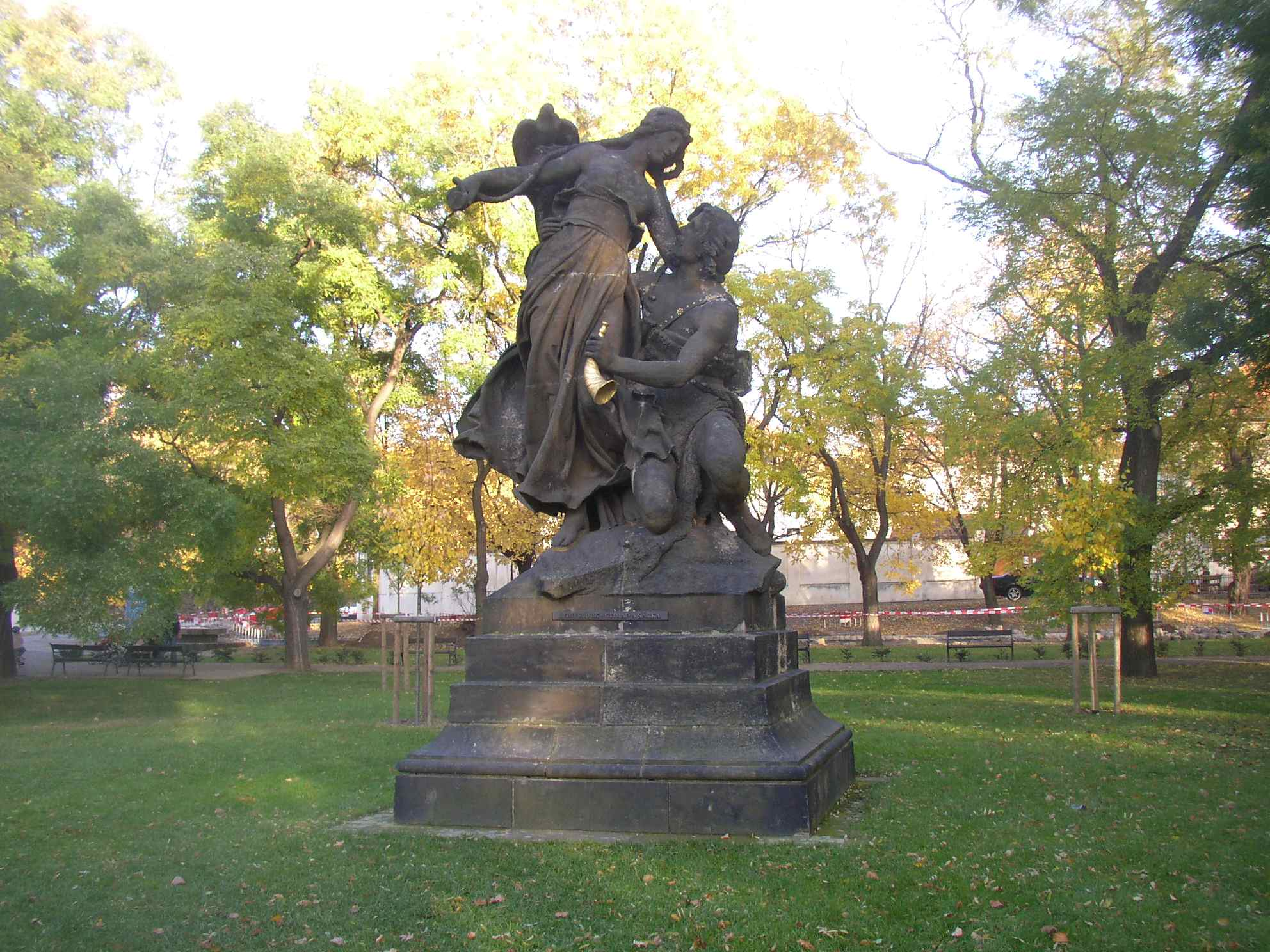
Šárka y Ctirad en el parque Vyšehrad en Praga, escultura de Josef Václav Myslbek (1895).

El tercer poema sinfónico, Šárka, fue completado el 20 de febrero de 1875. Hace referencia a la célebre guerrera amazona Šárka, de la antigua leyenda checa de la Guerra de las doncellas. Es una rebelde enfurecida con la autoridad masculina, que se venga de su amante infiel. Se ata a un árbol como "cebo", haciéndose pasar por una cautiva de las mujeres rebeldes. El príncipe Ctirad la libera y ella emborracha a los compañeros del príncipe con hidromiel. Después Šárka persuade a Ctirad, que se ha enamorado de ella, para que haga sonar su cuerno. Al oír el sonido del cuerno, que era la señal convenida de antemano, las jóvenes mujeres rebeldes salen de sus escondites y se unen a ella a fin de dar muerte a todos los hombres, pero, poco después del ataque, Šárka es capturada y derrotada junto al resto del ejército de mujeres rebeldes.
La partitura está escrita para una orquesta formada por:
- Viento madera: 1 flautín, 2 flautas, 2 oboes, 2 clarinetes, 2 fagotes.
- Viento metal: 4 trompas, 2 trompetas, 3 trombones, 1 tuba.
- Percusión: timbales, platillos, triángulo.
- Cuerda: una sección de cuerdas con violines I y II, violas, violonchelos y contrabajos.

El propio compositor escribió sobre esta pieza:

«La pieza comienza con la representación de una mujer enfurecida que jura venganza contra todo el género masculino por la infidelidad de su amante. Desde la lejanía se escucha la llegada de hombres armados liderados por Ctirad que ha venido a castigar a Šárka y sus doncellas rebeldes. A lo lejos, Ctirad oye los gritos fingidos de una doncella (Šárka) atada a un árbol. Al verla queda embriagado por su belleza y tan inflamado de amor que se siente movido a liberarla. Mediante una poción previamente preparada, embriaga tanto a Ctirad como a sus hombres hasta que se duermen. Cuando ella toca el cuerno con una señal preestablecida, las doncellas rebeldes, escondidas en las rocas cercanas, se apresuran al lugar y acometen el acto sangriento. El horror de la matanza así como la pasión y furia de la venganza de Šárka constituyen el final de la composición.»

La pieza está escrita en la menor y en compás alla breve. Su duración es de unos 10 minutos. La tempestuosa apertura describe la cólera de Sárka, mientras que la música de marcha que sigue describe a su amante, Ctirad, y a sus soldados-compañeros. La sección lírica que sigue expresa el amor del príncipe por la guerrera, mientras que la alegría festiva que sigue representa el jolgorio ebrio de los soldados. La dramática parte final describe brillantemente la matanza de Ctirad y sus hombres por parte de Sárka.

### Z českých luhů a hájů

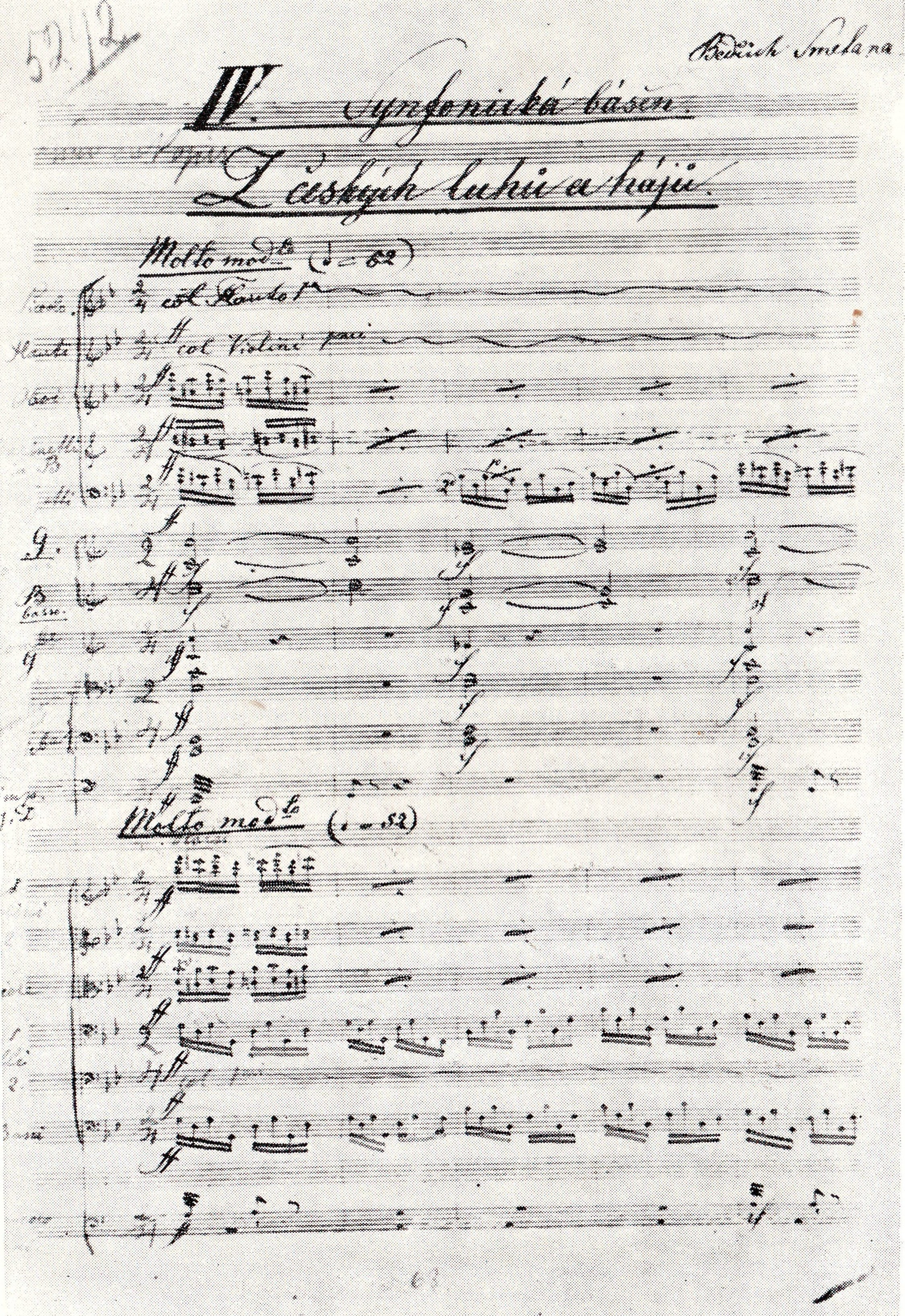
Partitura original de Z českých luhů a hájů.

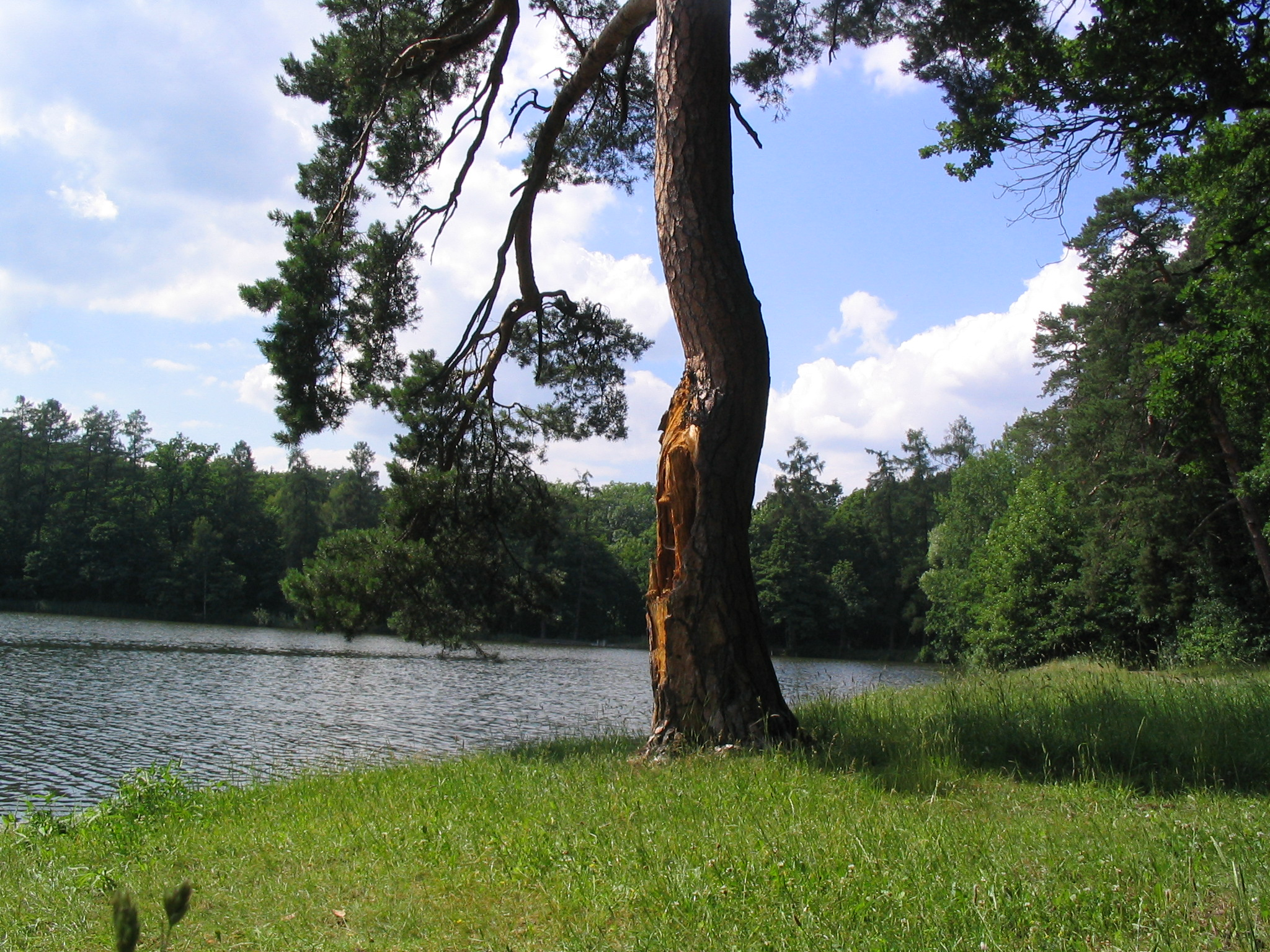
Jabkenice, paisaje que inspiró esta pieza.

El cuarto poema sinfónico, Z českých luhů a hájů (De los bosques y prados de Bohemia), fue acabado por Smetana el 18 de octubre de 1875 y estrenado el 10 de diciembre de 1878. Representa una celebración de la belleza de los paisajes rurales de Bohemia. Se inspiró en el paisaje alrededor de Jabkenice, que es donde Smetana vivía en la casa de su hija en el momento de escribir esta obra. Parte de la canción tiene forma de fuga.
La partitura está escrita para una orquesta formada por:
- Viento madera: 1 flautín, 2 flautas, 2 oboes, 2 clarinetes, 2 fagotes.
- Viento metal: 4 trompas, 2 trompetas, 3 trombones, 1 tuba.
- Percusión: timbales, platillos, triángulo.
- Cuerda: una sección de cuerdas con violines I y II, violas, violonchelos y contrabajos.

El propio compositor escribió sobre esta pieza:

«Esta es una representación general de las emociones que le llenan a uno al mirar al paisaje checo. De todos lados resuenan temas, tanto alegres como melancólicos de lo prados y arboledas: las regiones boscosas representadas en el solo de trompetas; las alegres y fértiles tierras bajas del valle del Elba  son objeto de regocijo. Cada cual puede interpretar lo que quiera a partir de la pieza: el poeta tiene un camino libre ante a él, aunque debe seguir las partes de la composición.»

La pieza está escrita en sol menor y en compás de 2/4. Su duración es de unos 10 minutos. Se abre de manera animada, pero como si se estuviera calmando. La música representa la llegada al campo. En la calma que sigue, el ambiente cambia sutilmente de juguetón a misterioso y luego a festivo. La última sección representa una fiesta campesina.

### Tábor

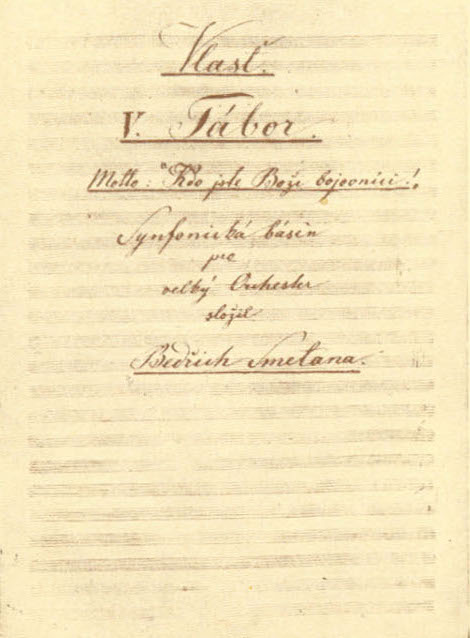
Portada de la partitura original de Tábor.

El quinto poema sinfónico, Tábor, fue completado el 13 de diciembre de 1878 y estrenado el 4 de enero de 1880. Recibe su nombre de la ciudad de Tábor, situada en el sur de Bohemia. La ciudad fue fundada por los husitas y fue su capital durante las guerras husitas en el siglo XV. En la ocupación de Checoslovaquia en 1968 por los ejércitos de los países del Pacto de Varsovia sonaban los primeros compases en las emisoras de radio como ayuda moral para los checoslovacos hasta cerrar todas las emisoras por los soviéticos.
La partitura está escrita para una orquesta formada por:
- Viento madera: 1 flautín, 2 flautas, 2 oboes, 2 clarinetes, 2 fagotes.
- Viento metal: 4 trompas, 2 trompetas, 3 trombones, 1 tuba.
- Percusión: timbales, platillos, triángulo.
- Cuerda: una sección de cuerdas con violines I y II, violas, violonchelos y contrabajos.

El propio compositor escribió sobre esta pieza:

«Tema: ¡Vosotros que sois los guerreros de Dios! Sobre este sublime tema se establece toda la estructura de la obra. Este tema es sin duda el más poderoso y el más frecuente en la sede principal, en Tábor. La pieza también representa una fuerte voluntad, perseverancia y la victoria en la batalla, y con tal insistencia obstinada finaliza la pieza. Los detalles no están definidos, pero hay un elogio y gloria general hacia las luchas husitas así como su naturaleza valiente.»

La pieza está escrita en re menor y en compás de 3/2. Su duración es de unos 12 minutos. Las dos obras finales, Tábor y Blanik, están relacionadas musical y programáticamente. La música representa aquí la famosa rebelión. Smetana utiliza el tema del coral husita "Ye Who Are God's Warriors" y crea un retrato desafiante, conmovedor y a menudo heroico del malogrado levantamiento.

### Blaník

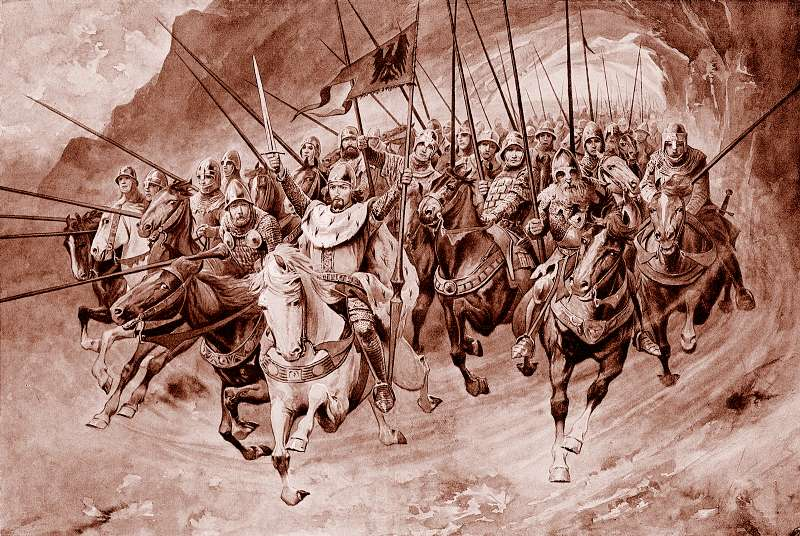
San Venceslao dirige el ejército de caballeros que parten desde la montaña Blaník, ilustración de Věnceslav Černý (1898).

El sexto y último poema sinfónico, Blaník, fue completado el 9 de marzo de 1879 y estrenado el 4 de enero de 1880. Recibe su título de la montaña Blaník, en cuyo interior, según la leyenda, duerme un impresionante ejército de caballeros guiado por San Wenceslao. Los caballeros despertarán y ayudarán al país en su hora más difícil, descrita ocasionalmente como un ataque de cuatro ejércitos atacando desde los cuatro puntos cardinales.
La partitura está escrita para una orquesta formada por:
- Viento madera: 1 flautín, 2 flautas, 2 oboes, 2 clarinetes, 2 fagotes.
- Viento metal: 4 trompas, 2 trompetas, 3 trombones, 1 tuba.
- Percusión: timbales, platillos, triángulo.
- Cuerda: una sección de cuerdas con violines I y II, violas, violonchelos y contrabajos.

El propio compositor escribió sobre esta pieza:

«Es una continuación de la pieza anterior, Tábor. Tras ser derrotados los husitas se refugiaron en Blaník y esperaron en un sueño profundo el momento en que la patria acudiría al rescate. El mismo tema de Tábor, ¡Vosotros que sois los guerreros de Dios!, sirve aquí como base para la construcción de la composición. Sobre la base de esta melodía de sostiene la resurrección de la nación checa, y su futura felicidad y gloria.»

La pieza está escrita en re menor y en compás de 3/2. Su duración es de unos 15 minutos. Blaník comienza de la misma manera que acaba Tábor, "martilleando" el mismo tema no resuelto en el poema anterior pero dándole continuidad, como si se tratase de la secuela de la batalla. Ahora el tema representar a los husitas derrotados, que huyen a la montaña de Blanik. Allí duermen y finalmente ayudan a la restauración de la nación checa. Estos dos poemas forman, pues, un par cohesionado, al igual que los dos primeros. El tema de Vyšehrad retorna triunfal cuando el Moldava alcanza la localización del castillo e igualmente triunfal al final de Blaník. La música es principalmente pastoral en la primera mitad y coloridamente triunfal en la última, especialmente en el retorno de la melodía de Vysehrad.

## En la cultura popular
Este ciclo, en especial Vltava, ha servido de inspiración a artistas musicales de diversos géneros para crear sus propias versiones. Tanto las adaptaciones como las interpretaciones de la obra original han sido incluidas en multitud de bandas sonoras de películas, programas de televisión, videojuegos, etc. Cada 12 de mayo desde 1952 este ciclo se interpreta en la apertura del Festival Internacional de Música Primavera de Praga para conmemorar el aniversario de la muerte del compositor Bedřich Smetana.

### Adaptaciones
- 1976 – "Die Moldau", tema del disco Classics Up to Date 4: Music for Dreaming del artista alemán James Last.
- 1983 – "Vltava", canción del álbum Various. Jiří Štaidl – Písně S Texty Jiřího Štaidla del cantante checo Karel Gott.

### Inclusión en bandas sonoras
- 2006 – Everything Will Be OK, un corto de animación de Don Hertzfeldt en que suena Vltava.
- 2011 – El árbol de la vida, una película de Terrence Malick cuya banda sonora incluye Vltava.